# إمارة مارانو
إمارة مارانو (كالابريان: Marànu أو 'U Principàtu) هي بلدة ومدينة في مقاطعة كزنسة في منطقة قلورية في جنوب إيطاليا.